# Рашид бин Матар аль-Касими
Шейх Рашид бин Матар аль-Касими (? — после 1777 года) — правитель племени аль-Кавасим (будущих эмиратов Рас-эль-Хайма и Шарджа) (1747—1777), в качестве главы морской федерации Аль-Касими. Рашид бен Матар правил в то время, когда морское насилие было распространено по всему миру. Персидский залив после набегов португальцев и сражений на море и на суше на персидском побережье между англичанами и голландцами, англичанами и французами из-за «факторий», созданных на этом побережье обеими морскими державами.

## Столкновения с англичанами
Сын и преемник Матара бин Рахмана аль-Касими, правителя (шейха) племени аль-Кавасим (1731—1747).
Британская Ост-Индская компания обычно защищала свои интересы с применением огневой мощи, и две арабские морские силы, борющиеся за господство на обоих берегах Персидского залива, «аль-Касими» и «бани-Маайн», вскоре оказались в конфликте с британцами. Флот Аль-Касими того времени состоял примерно из 63 больших и 669 малых кораблей и насчитывал 18 000 человек .
В 1727 году Аль-Касими основал порт на острове Кешм, что привело к потере торговли англичанами, что привело к бомбардировке объекта Аль-Касими и требованию возмещения от англичан понесенных ими потерь.

## Создание альянсов
После вторжения персидских войск Надир-шаха в Оман лидеры Аль-Касими стали все более недоверчиво относиться к своим новым соседям, и одним из первых шагов Рашида бин Матара по присоединению к нему в 1747 году было заключение союза с муллой Али Шахом, бывшим морским начальником при Надир-шахе, который воспользовался возможностью убийства последнего, чтобы захватить Бендер-Аббас . В 1755 году Рашид вместе с муллой Али Шахом атаковал и взял Кешм и Люфт. Это положило начало длительному конфликту с Маином, который вступил в союз с Мир Маханной, персидским губернатором Бендер-Рига.
Свержение и изгнание персов из Омана Саидом Ахмедом Аль-Саидом, создало нового врага для Аль-Касими, и они вступили в войну с Маскатом в 1758 году. В 1759 году Рашид вступил в союз с шейхом Чарака против Мир Маханны.
Союз с муллой Али-Шахом принес Рашиду бин Матару дивиденды, когда долгий и ожесточенный конфликт с бани Маин был закончен в январе 1763 года мирным соглашением, по условиям которого Рашид получил треть доходов острова Кишм. Однако союзы быстро менялись, и к 1773 году Рашид связал свою судьбу с султаном Маската, напав на Карим-хана, Вакила Персии, на персидском побережье . Два года спустя Аль-Касими снова воевали с Маскатом.

## Обвинения в пиратстве
Именно при правлении Рашида британцы впервые обвинили «Аль-Касими» в пиратстве — инцидент 1777 года, когда войска «аль-Касими» атаковали и взяли на абордаж судно Ост-Индской компании. Отвечая на жалобу англичан, Рашид указал, что корабль был под флагом султана Маската, с которым он находился в состоянии войны, и поэтому захват корабля был приемлемым актом войны.
В 1777 году Рашид подал в отставку в пользу своего сына Сакра ибн Рашида.